# Costinești (localidad de Constanța)
Costinești (antiguamente, entre otros nombres, Mangeapunar) es una localidad rumana de la comuna homónima, en el condado de Constanța.

## Toponimia
El lugar ha recibido a lo largo de la historia nombres como Stratoni, Mangeapunar, Mangea-Punar, Büffelbrunen y Dezrobirea. Terminó llamándose Costinești.

## Historia
Hacia finales del siglo XIX, la localidad, que ya por entonces pertenecía al condado de Constanța, formaba parte de la comuna de Tuzla y tenía contabilizada una población de 75 habitantes, en su mayor parte tártaros.
En la segunda mitad del siglo XX la localidad había pasado a formar parte de la comuna homónima de Costinești. En el censo de 2021 la localidad tenía una población de 1409 habitantes.